# 細江守紀
細江 守紀（ほそえ もりき、1945年12月1日 - ）は、日本の経済学者、九州大学名誉教授、熊本学園大学学長。元日本応用経済学会、日本地域学会会長。

## 人物
福岡県生まれ。1968年九州大学理学部物理学科卒業、1970年九州大学経済学部卒業、1975年同大学院経済学研究科博士後期課程単位取得退学。1977年八幡大学法経学部助教授、1981年九州大学経済学部助教授、1989年教授、1999年同経済学研究院経済工学部門教授、2010年定年退任、名誉教授、熊本学園大学経済学部教授。2016年特任教授。2017年日本地域学会会長。2020年熊本学園大学学長就任。1988年「不確実性と情報の経済分析」で九大経済学博士。専攻：ゲーム理論・法と経済学。

## 著書
- 『不確実性と情報の経済分析』九州大学出版会 経済工学シリーズ 1987
- 『情報とインセンティブの経済学』九州大学出版会 経済工学シリーズ 2005

### 共編著
- 『選択枝で覚える経済学 公務員試験』編著 実務教育出版 1989
- 『非協力ゲームの経済分析』編著 勁草書房 1989
- 『応用ミクロ経済分析』編 有斐閣ブックス 1990
- 『現代ミクロ経済学 その基礎と応用』江副憲昭共編著 中央経済社 講座/現代経済学 1991
- 『現代経済学の革新と展望』浜砂敬郎共編 九州大学出版会 1994
- 『マクロ・エコノミックス』大住圭介共編 有斐閣 1995
- 『ミクロ・エコノミックス』大住圭介共編 有斐閣 1995
- 『公共政策の経済学』編 有斐閣 1997
- 『現代経済の課題と分析』伊東弘文共編 九州大学出版会 2000
- 『現代ミクロ経済学』今泉博国,慶田收共編 勁草書房 現代経済学のコア 2000
- 『法の経済分析 契約、企業、政策』太田勝造共編著 勁草書房 2001
- 『環境経済学のフロンティア』藤田敏之共編著 勁草書房 2002
- 『現代公共政策の経済分析』三浦功共編著 中央経済社 2005
- 『ゲームと情報の経済学』村田省三,西原宏共編 勁草書房 現代経済学のコア 2006
- 『応用経済学の課題と展開』時政勗共編 勁草書房 現代経済学研究 特集号 2009
- 『経済学ベーシック』笹山茂共編著 日本評論社 トリアーデ経済学 2014
- 『ベーシック応用経済学』福重元嗣,焼田党,薮田雅弘共編 勁草書房 応用経済学シリーズ 2015

### 翻訳
- エリック・ラスムセン『ゲームと情報の経済分析』村田省三,有定愛展,佐藤茂春共訳 九州大学出版会 1990－91
- T.J.ミセリ『法の経済学 不法行為,契約,財産,訴訟』監訳 九州大学出版会 1999
- ベルナール・サラニエ『契約の経済学』三浦功,堀宣昭共訳 勁草書房 2000
- C.D.コルスタッド『環境経済学入門』藤田敏之共監訳 有斐閣 2001

## 論文・寄稿文
- 細江守紀「分割不可能財をもつ交換経済での近似的均衡」『八幡大学論集』第25巻第2号、八幡大学法経学会、1974年11月、71-94頁、ISSN 03853578、NAID 40003677565。
- 細江守紀「公共資本と最適フィスカル・ポリシー」『経済論究』第33号、九州大学大学院経済学会、1975年2月、117-134頁、ISSN 0451-6230、NAID 120006880669。
- 細江守紀「無限時間視野における消費プログラムの評価基準」『八幡大学論集』第26巻第1号、八幡大学法経学会、1975年10月、114-82頁、ISSN 03853578、NAID 40003677841。
- 細江守紀「労働市場への契約論的アプローチ」『経済学研究』第50巻第6号、九州大学経済学会、1985年3月、37-47頁、ISSN 0022975X、NAID 40000852068。
- 細江守紀「ワーク・インセンティブと昇進制度」『経済学研究』第51巻第4号、九州大学経済学会、1985年10月、73-83頁、ISSN 0022975X、NAID 40000852075。
- 細江守紀「最適契約構造の分析--信用供与と長期契約の場合」『経済学研究』第55巻第1号、九州大学経済学会、1989年6月、45-55頁、ISSN 0022975X、NAID 40000852287。
- 細江守紀「交渉力,取引特定投資,および情報に関する取引メカニズムの分析-1-」『経済学研究』第56巻第1号、九州大学経済学会、1990年6月、319-329頁、ISSN 0022975X、NAID 40000852359。
- 細江守紀「モニタリングの比較経済分析」『現代経済学研究』第6号、勁草書房、1997年7月、100-116頁、ISSN 09176837、NAID 40004931957。
- 李友炯, 細江守紀「アメニティから見たグリーンベルト政策」『地域学研究』第30巻第3号、日本地域学会、1999年、1-12頁、doi:10.2457/srs.30.3_1、ISSN 0287-6256、NAID 130000919134。
- 細江守紀「契約法と取引不履行の経済学」『経済学研究』第66巻第5号、九州大学、2000年2月、25-41頁、ISSN 0022975X、NAID 110006258678。
- 金崎雅之, 細江守紀「選挙制度と地方公共財供給の経済分析」『地域学研究』第33巻第1号、日本地域学会、2002年、283-293頁、doi:10.2457/srs.33.283、ISSN 0287-6256、NAID 130000918731。
- 細江守紀「選挙制度のもとでの公共財供給と予算肥大化」『経済学研究』第69巻第3号、九州大学経済学会、2003年1月、197-208頁、doi:10.15017/1089、ISSN 0022975X、NAID 110006262546。
- 境和彦, 細江守紀「環境事故に対する責任分担と保険の役割」『地域学研究』第35巻第2号、日本地域学会、2005年、339-353頁、doi:10.2457/srs.35.339、ISSN 0287-6256、NAID 130000064132。
- 細江守紀「モラルハザードと不完備契約」『応用ミクロ経済学レビュー』第2号、応用ミクロ経済学研究会、2005年、1-22頁、ISSN 13491970、NAID 40007442826。
- 細江守紀「信頼支出と責任の経済分析」『経済学研究』第73巻第2号、九州大学経済学会、2006年9月、23-35頁、doi:10.15017/8701、ISSN 0022975X、NAID 110006607349。
- 細江守紀, 福山博文「情報公開と廃棄物不法投棄対策の経済分析」『地域学研究』第37巻第4号、日本地域学会、2007年、1011-1030頁、doi:10.2457/srs.37.1011、ISSN 0287-6256、NAID 130000063467。
- 細江守紀「レントシーキングと地域間の統合と分離」『経済学研究』第74巻第5号、九州大学経済学会、2008年3月、25-39頁、doi:10.15017/15766、ISSN 0022975X、NAID 110007153263。
- 細江守紀「財産権保護と交渉」『熊本学園大学経済論集』第17巻第1号、熊本学園大学経済学会、2011年3月、33-54頁、ISSN 13410202、NAID 110008427580。
- 細江守紀「物権変動と登記の経済学 (経済学部再編記念号)」『熊本学園大学経済論集』第21巻第1号、熊本学園大学経済学会、2015年3月、5-27頁、ISSN 1341-0202、NAID 120005652643。